# Primaderma
Primaderma – rodzaj żyjących w późnej kredzie jaszczurek z grupy Monstersauria.
Rodzaj i gatunek typowy, Primaderma nessovi, zostały opisane w 2000 roku przez Randalla Nydama w oparciu o niekompletną kość szczękową zawierającą cztery zęby i puste miejsca po czterech kolejnych. Zachowany fragment mierzy około 2 cm długości, co wskazuje na stosunkowo duże rozmiary zwierzęcia. Jest on zakrzywiony dośrodkowo w przednim odcinku, podobnie jak u rodzajów Paraderma i Heloderma, co dowodzi, że pysk primadermy był tępy i zaokrąglony. Zewnętrzną powierzchnię kości pokrywają złączone z nią osteodermy – nie tak grube, jak występujące u heloderm, i bardziej przypominające osteodermy Paraderma. Nad trzecim zębem szczęki znajduje się płytkie zagłębienie, w którym rozpoczynał się narząd Jacobsona. Zęby primadermy były zbudowane w sposób typowy dla Platynota, kształtem przypominające ostrze i ząbkowane, jednak nie miały kanalików jadowych.
Według analizy filogenetycznej przeprowadzonej przez Nydama Primaderma należy do kladu Monstersauria, obejmującego m.in. współczesne helodermy. Zarówno analiza Nydama, jak i ta przeprowadzona przez Conrada i współpracowników, sugerują, że Primaderma jest bardziej bazalna od kladu obejmującego rodzaje Estesia, Eurheloderma, Lowesaurus i Heloderma (u Conrada i in. również od rodzajów Gobiderma i Palaeosaniwa).
Primaderma prawdopodobnie polowała na stosunkowo duże zwierzęta, w tym kręgowce, lokalizując zdobycz głównie za pomocą chemoreceptorów. Cifelli i Nydam zasugerowali, że zajmowała nisze ekologiczne zbliżone do tych, które należą obecnie do heloderm. Żyła prawdopodobnie w umiarkowanie wilgotnych ekosystemach.
Szczątki primadermy odnaleziono na terenie hrabstwa Emery w stanie Utah, w osadach formacji Cedar Mountain datowanych na przełom albu i cenomanu, około 98,4 mln lat. Okaz OMNH 26742 został wstępnie opisany w 1995 roku przez Cifelliego i Nydama, jednak nie ustanowili oni dla niego nowego taksonu, licząc na wydobycie bardziej kompletnych skamieniałości. Ostatecznie w 2000 roku Nydam nazwał nowy rodzaj Primaderma, którego gatunkiem typowym jest P. nessovi. Nazwa rodzajowa pochodzi od łacińskiego słowa primus („pierwszy” lub „wczesny”) oraz greckiego derma („skóra”), będącego częstym składnikiem nazw systematycznych jaszczurek blisko spokrewnionych z Helodermatidae. Nazwa gatunkowa nessovi honoruje Lwa Nessowa, który badał wymarłe gady. Holotyp stanowi okaz OMNH 26742. Primaderma jest najstarszym znanym przedstawicielem Monstersauria, a jej odkrycie dowodzi, że jaszczurki należące do tego kladu stosunkowo niewiele zmieniły się od niemal 100 mln lat.